# Aethalura anastomosaria
Aethalura anastomosaria är en fjärilsart som beskrevs av Barend J. Lempke 1970. Aethalura anastomosaria ingår i släktet Aethalura och familjen mätare. Inga underarter finns listade i Catalogue of Life.